# Vincetoxicum purpurascens
Vincetoxicum purpurascens är en oleanderväxtart som beskrevs av C. Morr. och Decne.. Vincetoxicum purpurascens ingår i släktet tulkörter, och familjen oleanderväxter. Inga underarter finns listade i Catalogue of Life.